# 960
960 (CMLX) fue un año bisiesto comenzado en domingo del calendario juliano, en vigor en aquella fecha.

## Acontecimientos
- 1 de enero:[1] en la Dinastía Zhou Posterior de China (Era de las Cinco Dinastías), llegan noticias de una alianza entre Liao y Han Posterior para invadir las tierras norteñas. El general Zhao Kuangyin es enviado para proteger la frontera. En el camino, las tropas deciden coronarle como Emperador, pues el trono estaba siendo ocupado por un infante de 7 años debido a la súbita muerte del emperador anterior. Según algunos relatos, Zhao aceptó solo por la insistencia de sus soldados.
- 4 de febrero:[2] Fundación de la Dinastía Song, la cual unificará y gobernará toda China por 300 años. Zhao Kuangyin usurpa al trono de Zhou Posterior y se convierte en el Emperador Taizu de Song.
- 21 de septiembre: Dunstán recibe el palio como arzobispo de Canterbury del papa Juan XII y se convierte en asesor jefe del nuevo rey de Inglaterra, Edgar el Pacífico. Reforma los monasterios e impone las reglas de San Benedicto: pobreza, castidad y obediencia para los monjes. Intenta imponer el celibato en el clero secular, sin éxito alguno. Insistió activamente que la tribu de los danos se debían integrar con los ingleses. También funda en este año la iglesia de San Dunstán en Sussex Oriental.
- 8 de noviembre: Batalla de Andrassos (Montes Tauro, actual Turquía) entre el Imperio Romano Oriental y el Emirato Hamdánido. Los árabes, liderados por Sayf al-Dawla, sufren una derrota aplastante ante el general León Focas "El Joven" .
- El duque Ricardo I de Normandía se casa con Emma de Francia.
- Sancho I de León recupera el trono del Reino de León.
- El gran príncipe Sviatoslav I de Kiev realiza una campaña contra los jázaros.
- Miecislao I se convierte en príncipe de Polonia, tras la muerte de su padre. (fecha aproximada)
- El reino de Aksum es destruido por invasores Beta Israel liderados por la reina Gudit.
- El palacio interno (dairi) del Palacio Heian en Kioto sufre un gran incendio, aunque luego es reconstruido.

## Nacimientos
- 23 de marzo: Matsu, hija de un pescador chino adorada como diosa taoísta del mar.
- Aimoino, cronista francés (fecha aproximada).
- Constantino VIII, emperador bizantino.
- Svend I de Dinamarca, rey de Dinamarca e Inglaterra.
- Conde Arnulfo II de Flandes (o 961).
- Bagrat III de Georgia, rey de los abjasios y de Georgia (fecha aproximada).
- Gershom ben Judah, rabino judío (fecha aproximada).

## Fallecimientos
- 31 de mayo: Fujiwara no Morosuke, cortesano y estadista japonés.
- 15 de junio: Eadburh de Winchester, princesa y santa inglesa.
- Časlav Klonimirović, príncipe de Serbia (fecha aproximada).
- Gao Baorong, rey de Nanping, China.